# Lindholmen (vid Hudö, Lovisa)
Lindholmen är en ö i Finland. Den ligger i Finska viken och i kommunen Lovisa i den ekonomiska regionen  Lovisa i landskapet Nyland, i den södra delen av landet. Ön ligger omkring 76 kilometer öster om Helsingfors.
Öns area är 7,7 hektar och dess största längd är 420 meter i nord-sydlig riktning. Ön höjer sig omkring 10 meter över havsytan.